# Tunchang
Tunchang (屯昌县) er et amt på den kinesiske ø og provins Hainan. Det har et areal på 1.232 km2 og 271.638 indbyggere(2004). Hovedbyen er Tuncheng 屯城镇, og der yderligere syv byer i amtet.